# Balsabaum

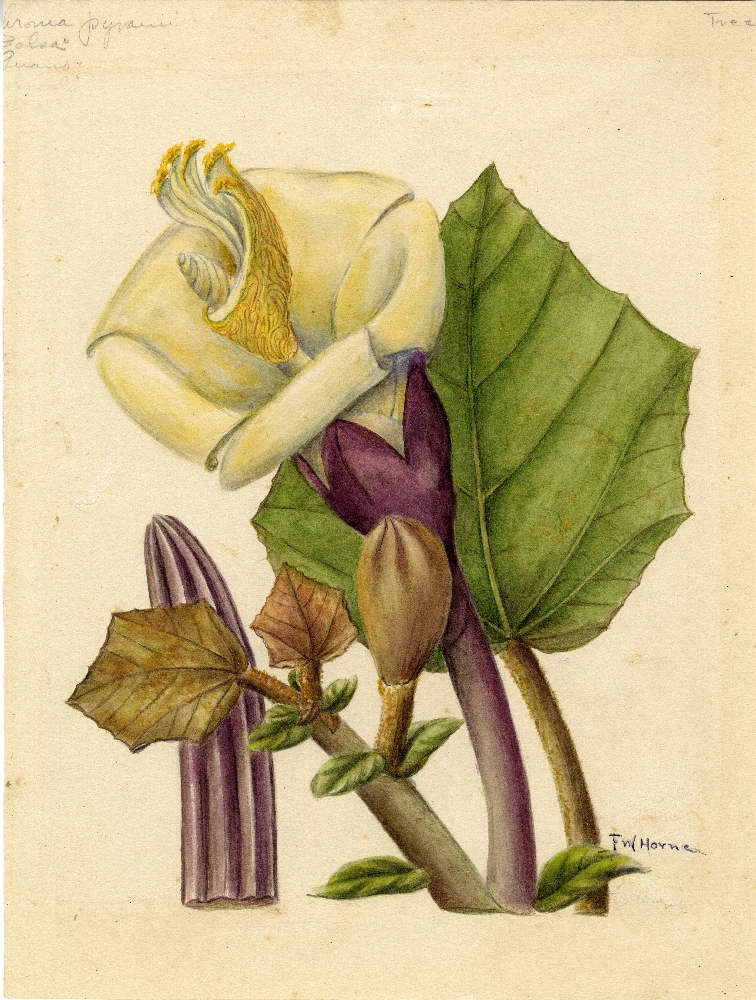
Illustration

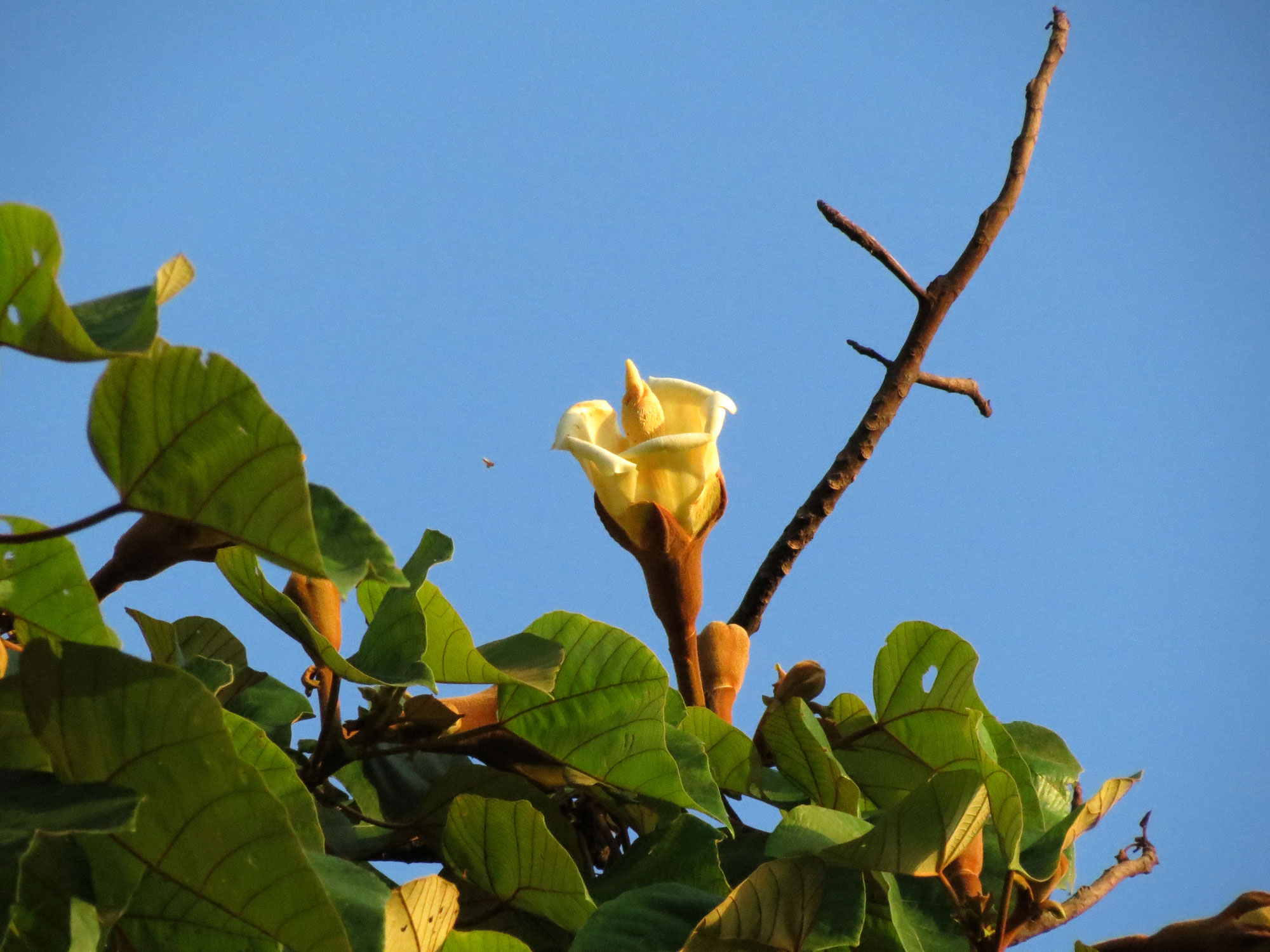
Blüte eines Balsabaums

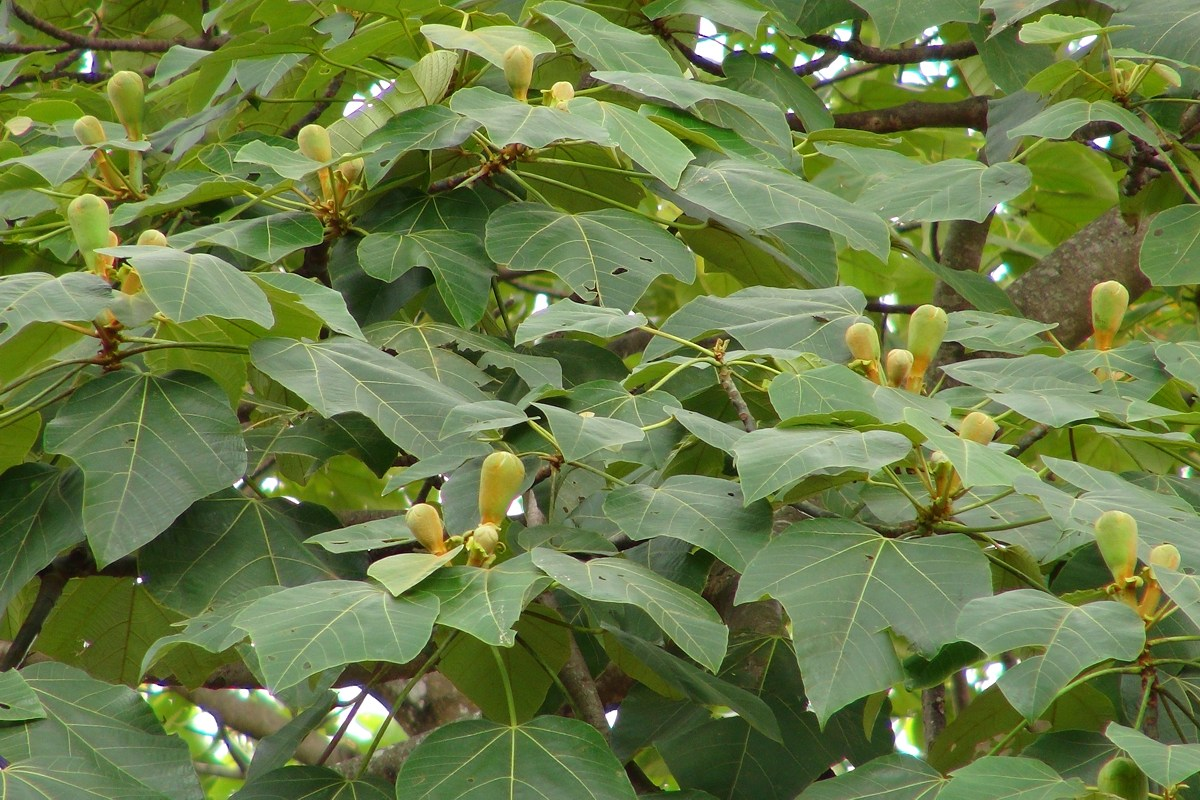
Blätter und Blütenknospen von Ochroma pyramidale

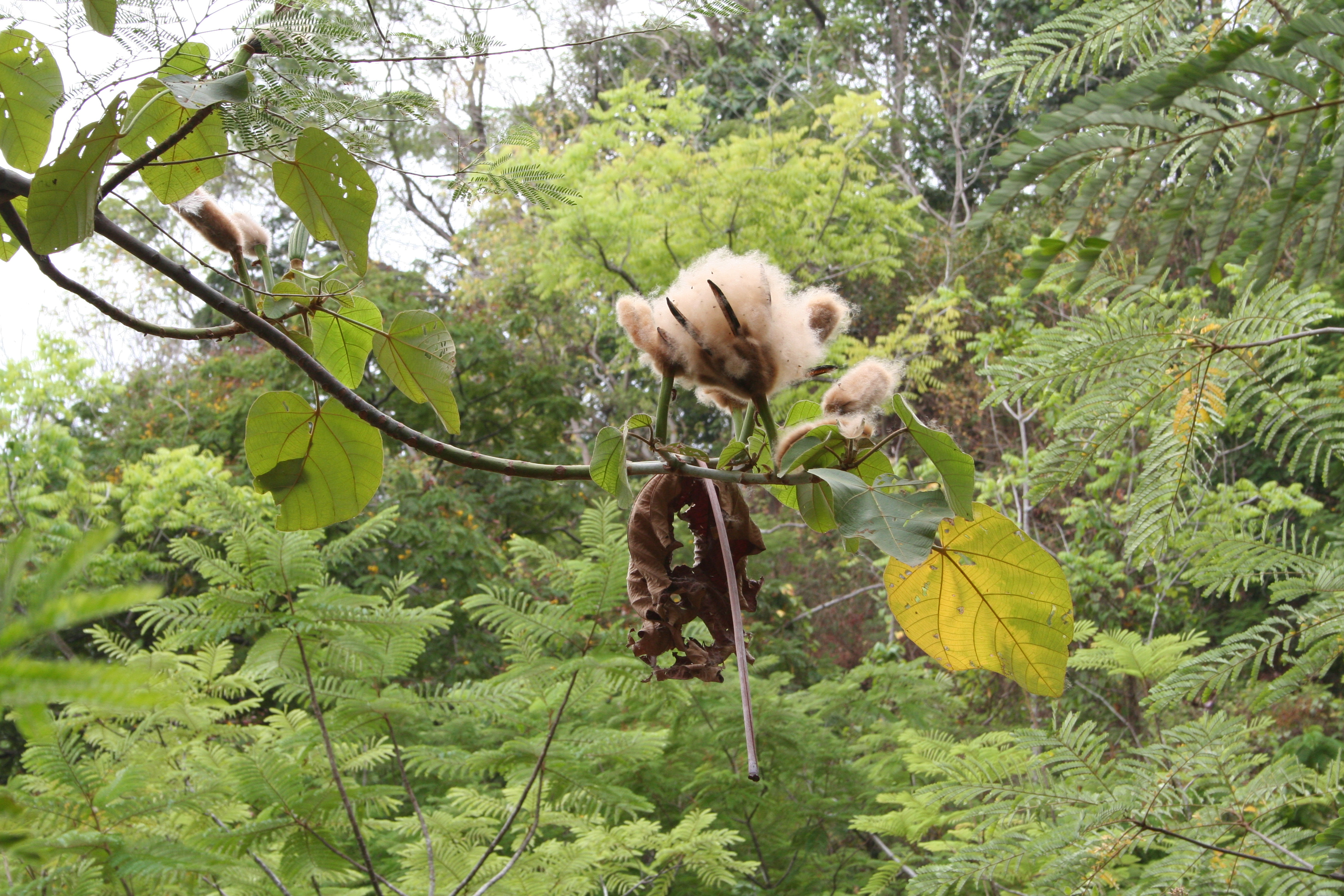
Aufgesprungene Früchte

Der Balsabaum (Ochroma pyramidale) ist die einzige Pflanzenart der monotypischen Gattung Ochroma und gehört zur Familie der Malvengewächse (Malvaceae). Er ist in der Neotropis beheimatet und wird in vielen Gebieten der Tropen angebaut. Sein häufig genutztes Holz zeichnet sich durch eine extrem geringe Dichte aus.

## Beschreibung

### Vegetative Merkmale
Der Balsabaum wächst als mittelgroßer oder selten großer, laubabwerfender oder immergrüner Baum mit einer ausladenden Krone. Er ist sehr schnellwüchsig und kann Höhen von meist bis 30, selten bis zu 50 Metern und einen Stammdurchmesser von etwa 100, selten bis zu 180 Zentimetern erreichen. Der meist gerade, zylindrische und oft relativ kurze Stamm besitzt an älteren Exemplaren kleinere Brettwurzeln. Die glatte Borke ist grau und weiß marmoriert.
Die wechselständig und spiralig an den Zweigen angeordneten, herzförmigen Laubblätter sind langgestielt. Der leicht behaarte Blattstiel ist bis 40 Zentimeter lang. Die einfache, spitze bis zugespitzte oder rundspitzige, ganzrandige oder feiner oder gröber gezähnte Blattspreite ist bis 40 Zentimeter groß, die an jungen Pflanzen sind bis 60 Zentimeter groß, und leicht drei- bis fünflappig, -zähnig mit handförmiger Blattnervatur. Die Blattunterseite ist fahlgrün und feinhaarig, die Oberseite ist fast kahl. Es sind kleine Nebenblätter vorhanden.

### Generative Merkmale
Die trichterförmigen Blüten stehen einzeln in den Blattachseln an den Zweigenden. Die großen, zwittrigen und langgestielten Blüten sind radiärsymmetrisch und fünfzählig mit doppelter Blütenhülle. Die rostig und samtig behaarten, dicken Blütenstiele sind bis 11 Zentimeter lang. Die fünf samtig behaarten, außen rostfarbenen und ledrigen, bis 8 bis 10 Zentimeter langen Kelchblätter sind becherförmig verwachsen mit fünf ungleichen, bis 4 Zentimeter langen Zipfeln. Die fünf freien, feinnervigen, abgerundeten, dachigen Kronblätter sind bis 15 Zentimeter lang und gelblich-weißlich, sie sind im unteren Teil der Staubblattröhre anliegend. Die vielen Staubblätter sind in einer langen, keulenförmigen Staubblattröhre verwachsen, sie ist im unteren Teil schmal und von der Mitte bis zum oberen Ende in einen breiten, fünflappigen Kopf verdickt, der viele sitzende gewellte Staubbeutel enthält. Der oberständige und rippige, konische Fruchtknoten ist fünfkammerig. Jede Kammer enthält viele Samenanlagen. Der lange, keulenförmige Griffel endet in einer schraubig gedrehten Narbe. Die Blüten werden durch Fledermäuse, aber auch durch baumlebende Säugetiere (Wickelbär, Mittelamerika-Makibär und Opossums) bestäubt, sie öffnen sich abends und verströmen einen starken, süßlichen oder oft auch unangenehm strengen Geruch. Am folgenden Morgen sind die Blüten bereits verblüht und fallen dann als Ganzes ab. Es sind Nektarien vorhanden.
Die längliche und schmale Kapselfrucht ist gerippt und bis 25 Zentimeter lang, bis 2,5 Zentimeter breit, sowie innen dicht wollig behaart. Die mit fünf Klappen aufspringenden Kapselfrüchte enthalten viele kleine, eiförmige und abgeflachte Samen. Die Kapselwolle dient der Windausbreitung.
Die Chromosomenzahl beträgt 2n = 72, 78, 88 oder 90.

## Nutzung

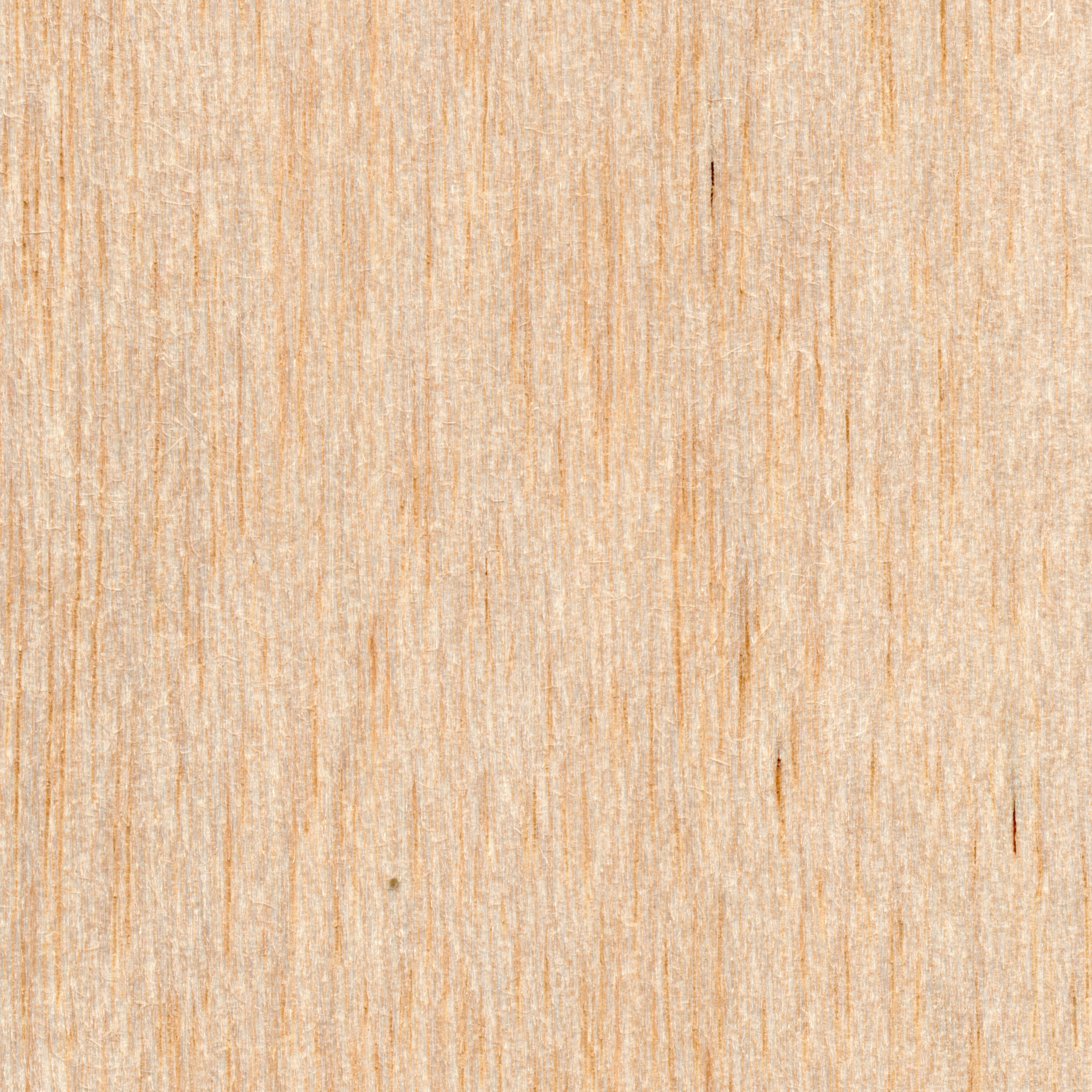
Holzstruktur

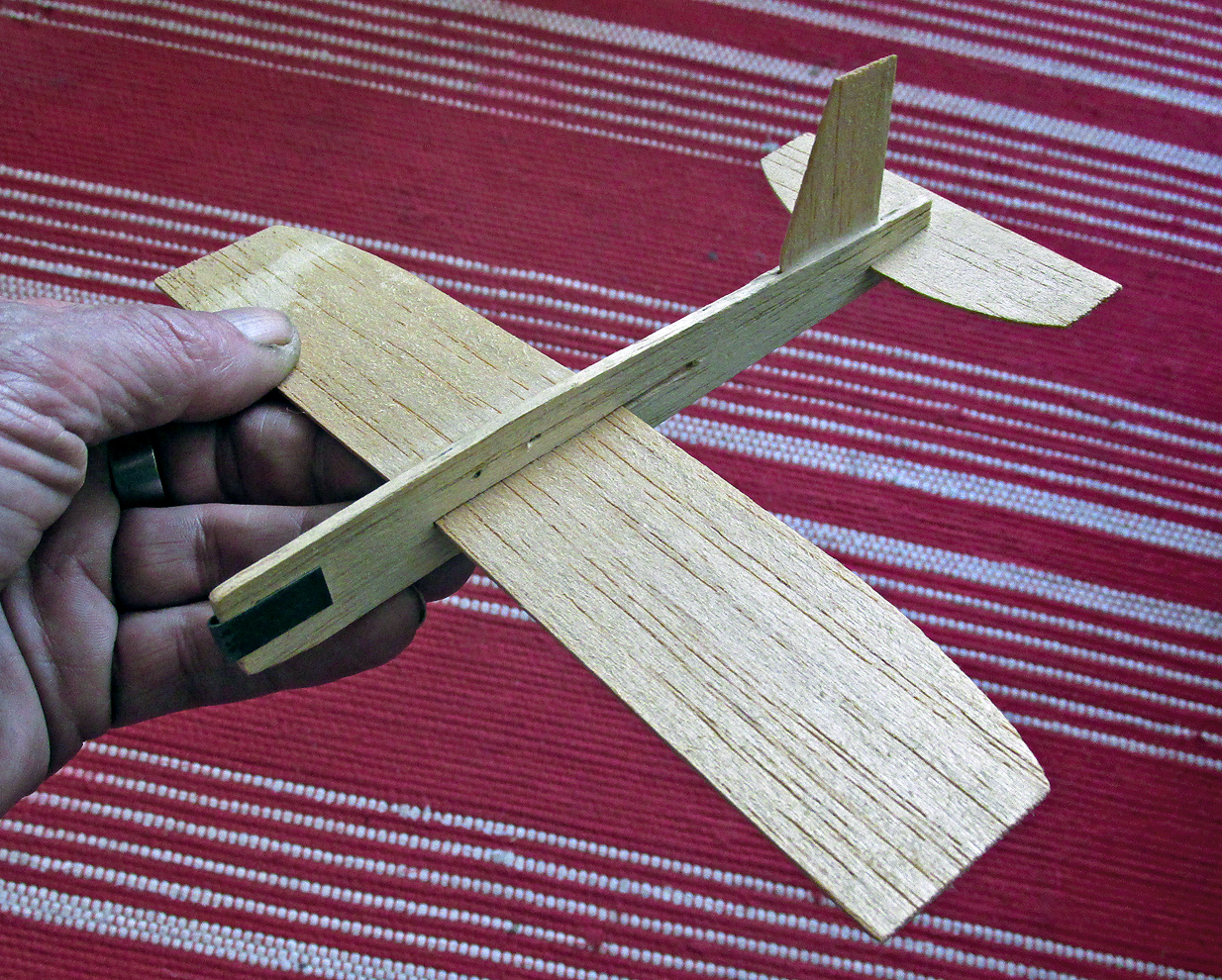
Flugmodell aus Balsaholz

Die Samenwolle kann ähnlich wie Kapok zum Polstern u. a. verwendet werden. Die Bastfaser kann zum Flechten von Seilen verwendet werden.

### Balsaholz
Balsaholz ist eine sehr leichte, einfach zu bearbeitende, aber nicht beständige Holzart, ähnliches Holz liefert z. B. Cavanillesia platanifolia. Die Dichte von Balsaholz liegt zwischen 0,04 und 0,34 g/cm3. Häufig sind Dichten zwischen etwa 0,1 und 0,2 g/cm3. Dies ist etwa ein Drittel der Dichte von Fichtenholz. Balsaholz mit einer Dichte von 0,15 g/cm3 hat eine Wärmeleitfähigkeit von etwa 0,05 W/(m·K) senkrecht zur Faserrichtung, was es auch in Massivbauweise als Dämmstoff interessant macht. Dichte und Wärmeleitfähigkeit von leichtem Balsaholz kommen somit den Werten von Polystyrol-Hartschaum nahe. Dichteres Balsaholz hat eine höhere Festigkeit, einen höheren E-Modul und eine höhere Härte und kann mit dem Holz des Blauglockenbaums verglichen werden. Die Eigenschaften von Balsaholz hängen vom Schnitt ab. „Quarter Grain“ (Holz aus der Stammmitte) hat die besten Eigenschaften.
Im Ursprungsland wird es zum Floßbau verwendet. Weltweit wird es als Ersatz für Kork verwendet, vor allem ist es aber ein beliebter Rohstoff bei Modellbauern (besonders bei Flugmodellen und Schiffsmodellen). Auch Tischtennisschläger werden zum Teil aus Balsa gefertigt. Daneben hat Balsaholz eine große Bedeutung als Kernwerkstoff von Faserverbundwerkstoffen in Sandwichbauweise, beispielsweise im Boots-, Segel- und Kleinflugzeugbau, aber auch für einige Typen von Rotorblättern von Windkraftanlagen. Unter anderem kommt Balsaholz bei den 75 m langen Rotorblättern der Siemens SWT-6.0-154 zum Einsatz. In Bex in der Schweiz wurde 2013 erstmals eine Brücke für LKW bis zu 40 Tonnen Belastung aus Balsaholz gebaut. Bevor Surfbretter aus Kunstharz und mit Kunststoffschaumkern hergestellt wurden, bestanden die Surfbretter der Hawaiianer aus Balsaholz. Auch heute noch schätzen einige Surfer Balsa-Boards. Außerdem wird Balsaholz auch zum Bau von Wobblern zur Fischerei auf Raubfische und zum Bau von Schwimmern für die Posenfischerei verwendet.
Die Instrumentenkapseln der amerikanischen Raumsonden Ranger 3 bis 5 sollten 1962 den harten Aufprall auf der Mondoberfläche geschützt von einem kugelförmigen Gehäuse aus Balsaholz überstehen.
Die Flöße Kon-Tiki des Norwegers Thor Heyerdahl und der Nachfolgeexpedition Tangaroa bestanden zum größten Teil aus Balsaholz.

## Verbreitung
Das weite neotropische Verbreitungsgebiet von Ochroma pyramidale reicht vom südlichen Mexiko über ganz Zentralamerika sowie viele karibische Inseln und weite Gebiete Südamerikas bis Peru. Der Balsabaum wird in vielen tropischen Gebieten der Welt angebaut. Er ist in vielen tropischen Ländern ein Neophyt.

## Handel
Mit einem Weltmarktanteil von 75 Prozent ist Ecuador mit Abstand der größte Exporteur von Balsaholz.

## Systematik
Die Erstveröffentlichung dieser Art erfolgte 1788 unter dem Namen Bombax pyramidale durch Antonio José Cavanilles in Jean-Baptiste de Lamarck: Encyclopédie Méthodique, Botanique, 2, S. 552. Sie wurde 1920 durch Ignaz Urban in Repertorium Specierum Novarum Regni Vegetabilis, Beihefte, 5, S. 123 in die Gattung Ochroma gestellt. Die Gattung Ochroma wurde 1788 durch Olof Peter Swartz in Nova Genera et Species Plantarum seu Prodromus, 6, S. 97 aufgestellt. Es stellte sich heraus, dass alle in dieser Gattung veröffentlichten Namen Synonyme von Ochroma pyramidale sind.
Weitere Synonyme für Ochroma pyramidale (Cav. ex Lam.) Urb. sind: Ochroma lagopus Sw., Ochroma lagopus var. bicolor (Rowlee) Standl. & Steyerm., Ochroma lagopus var. occigranatense Cuatrec., Ochroma bicolor Rowlee, Ochroma bolivianum Rowlee, Ochroma concolor Rowlee, Ochroma grandiflorum Rowlee, Ochroma limonense Rowlee, Ochroma obtusum Rowlee, Ochroma peruvianum I.M.Johnst., Ochroma pyramidale var. bicolor Brizicky, Ochroma pyramidale var. concolor (Rowlee) R.E.Schult., Ochroma tomentosum Humb. & Bonpl. ex Willd., Ochroma tomentosum var. ibarrense Benoist, Ochroma velutinum Rowlee, Bombax angulata Sessé & Moc.
Ochroma pyramidale ist die einzige Art der Gattung der Ochroma aus der Tribus Ochromeae in der Unterfamilie Bombacoideae innerhalb der Familie Malvaceae. Ochroma pyramidale ist morphologisch sehr variabel und besitzt ein sehr weites natürliches Verbreitungsgebiet, deshalb wurden viele Arten beschrieben, und so enthielt diese Gattung lange Zeit mindestens elf Arten.